# Rainer Schorm
Rainer Schorm (* 9. August 1965 in Wehr (Baden); † 10. März 2025) war ein deutscher Schriftsteller und Grafik-Designer.

## Leben
Schorm wuchs in Wehr (Baden) auf und besuchte das Theodor-Heuss-Gymnasium in Schopfheim. Er leistete seinen Grundwehrdienst ab. Nach einigen Semestern Jura an der Albert-Ludwigs-Universität Freiburg studierte er an der Freiburger Grafikschule (inzwischen fusioniert zur Freien Hochschule für Grafik-Design & Bildende Kunst Freiburg) Visuelle Kommunikation (Fachbereich Grafik-Design). Bis 1995 arbeitete er in einer  Werbeagentur und machte sich danach selbstständig. Seine Grafiken im Bereich der Phantastik wurden 2008 für den Kurd-Laßwitz-Preis nominiert.
Seit 1997 war er Referent für Öffentlichkeitsarbeit für ein  Münsteraner Institut.
Seit dem Jahr 2007 war er zudem freier Schriftsteller. Auch hier arbeitete er meist auf dem Gebiet der Phantastik und hat mehr als 50 Kurzgeschichten und diverse Romane publiziert, teilweise unter Pseudonym. Für die Reihen Irrlicht und Gaslicht schrieb er 27 Romane. Für die Neuinterpretation der Science-Fiction-Heftserie Perry-Rhodan-NEO schrieb er zunächst einige Romane und wurde dann mitverantwortlicher Exposé-Redakteur. Inzwischen hat er fast vierzig Romane für diese Serie beigesteuert. 
Ebenso schrieb Schorm gelegentlich Songtexte für Bands.

## Veröffentlichungen

### Kurzgeschichten (Auswahl)
- Das Bild an der Wand veränderte täglich seine Perspektive. In: Mein Leben. Nr. 67, VPM Verlag Pabel-Moewig, Rastatt 2009.
- Sturmgänger. In: B. Figatowski (Hrsg.): Wenn die Biiken brennen. Verlag einundsiebzig, Plön 2009, ISBN 978-3-928905-76-3.
- Die Natur des Lächelns. In: Torsten Scheib (Hrsg.): Casus Belli. Eloy Edictions, Augsburg 2010, ISBN 978-3-938411-22-3.
- Anno Termini. Lahrer hinkender Bote, Silberburg-Verlag, Tübingen-Lahr 2010, ISBN 978-3-87407-862-7.
- Höllsteig. In: Jörg Weigand (Hrsg.): Land der Verheißung. (Phantastischer Oberrhein II). Schillinger Verlag, Freiburg 2010, ISBN 978-3-89155-359-6. (als René A. Raisch)
- Teufe. In: B. Figatowski (Hrsg.): Der Basilikumdrache. Verlag Nicole Schmenk, Oberhausen 2011, ISBN 978-3-943022-06-3.
- Thénards Blau. In: Thomas Le Blanc, Falko Löffler (Hrsg.): Ihr Haar zersprang wie blaues Glas. Phantastische Bibliothek, Wetzlar 2011.
- Tineidae. In: Jörg Weigand (Hrsg.): Zwei Engel der Nacht. Fabylon Verlag, Markt Rettenbach 2011, ISBN 978-3-927071-33-9.
- Sanguis draconis. In: Frank G. Gerigk, Petra Hartmann (Hrsg.): Drachen! Drachen!. Blitz-Verlag, Windeck 2012, ISBN 978-3-89840-339-9.
- Das Gebinde. In: B. Figatowski (Hrsg.): Nebel über der Niers. Mercator Verlag, Duisburg 2012, ISBN 978-3-87463-510-3.
- Alice, oder: Living next Door. In: Thomas Le Blanc (Hrsg.): Invasion der Gnurks. Phantastische Bibliothek, Wetzlar 2012.
- Bitte umblättern. In: Thomas Le Blanc (Hrsg.): Die böse Seite des Mondes. (Phantastische Miniaturen Band 3). Phantastische Bibliothek, Wetzlar 2012.
- Rappen. In: Jörg Weigand (Hrsg.): Morgestraich. Phantastischer Oberrhein III. Schillinger-Verlag, Freiburg i. Br. 2015. ISBN 978-3-89155-393-0

### Eigene Anthologien
- In Freiburgs Schatten. Schillinger Verlag, Freiburg 2011, ISBN 978-3-89155-362-6.

### Als Mitherausgeber
- mit Jörg Weigand: Ihn riefen die Sterne: Zum Gedenken an Hanns Kneifel. AndroSF 65, p.machinery, Winnert 2017, ISBN 978-3-95765-084-9.
- mit Jörg Weigand: Das utopisch-phantastische Leihbuch nach 1945. Originalausgaben und Publikationsgeschichte. Eine Bestandsaufnahme 1946-1976. Dieter von Reeken, Lüneburg 2019. ISBN 978-3-945807-47-7. ISBN 3-945807-47-6.

### Perry-Rhodan-Taschenhefte
- Dunkle Welt Modul. (Perry Rhodan NEO 169). Pabel-Moewig Verlag, Rastatt 2018, ISBN 978-3-84534-869-8

### Romane unter den Pseudonymen Regina Shadow oder R. Shadow
- Das Haus am Kap des Zorns. (Irrlicht 859). Martin Kelter Verlag, Hamburg 2008. (2017 neu aufgelegt als Irrlicht 1331)
- Schlaf in den Tod. (Irrlicht 944). Martin Kelter Verlag, Hamburg 2009.
- Begegnung mit dem Todesgott. (Gaslicht 581). Martin Kelter Verlag, Hamburg 2010.
- Wenn der Fährmann ruft... (Irrlicht 962). Martin Kelter Verlag, Hamburg 2010. (2017 neu aufgelegt als Gaslicht 912)
- Im Visier der Hölle. (Gaslicht 618). Martin Kelter Verlag, Hamburg 2011. (2017 neu aufgelegt als Irrlicht 1295)
- Die Jünger des Teufels. (Gaslicht 627). Martin Kelter Verlag, Hamburg 2011.
- Rot wie Blut. (Gaslicht 650). Martin Kelter Verlag, Hamburg 2011.
- Wasser des Lebens – Quelle der Angst. (Gaslicht 655). Martin Kelter Verlag, Hamburg 2012.
- Der Schrei des Bösen. (Gaslicht 677). Martin Kelter Verlag, Hamburg 2012.
- Wenn die Sonne Schatten wirft... . (Gaslicht 700). Martin Kelter Verlag, Hamburg 2012. (2016 neu aufgelegt als Gaslicht Pocket 1)
- Der Fluch des Schatzes. (Irrlicht 1071). Martin Kelter Verlag, Hamburg 2012. (2017 neu aufgelegt als Gaslicht Pocket 8)
- Schwefelklänge bis zum Tod. (Irrlicht 1085). Martin Kelter Verlag, Hamburg 2013.
- Versunken im Todesmeer. (Irrlicht 1087). Martin Kelter Verlag, Hamburg 2013.
- Im neunten Kreis der Hölle. (Gaslicht 726). Martin Kelter Verlag, Hamburg 2013.
- Der Schattenturm. (Irrlicht 1097). Martin Kelter Verlag, Hamburg 2013.
- Tod im Salz. (Gaslicht 738). Martin Kelter Verlag, Hamburg 2013.
- Die Geisterkutsche von Dartmoor (Irrlicht 1121). Martin Kelter Verlag, Hamburg 2013.
- Die Legende der Todeshütte (Gaslicht 758). Martin Kelter Verlag, Hamburg 2014.
- Wenn das Grauen spürbar wird (Irrlicht 1135). Martin Kelter Verlag, Hamburg 2014.
- Die Bestie von Kirkwall (Gaslicht 771). Martin Kelter Verlag, Hamburg 2014.
- Das unendliche Haus (Irrlicht 1147). Martin Kelter Verlag, Hamburg 2014.
- Es geschah im Tal des Todes (Gaslicht 790). Martin Kelter Verlag, Hamburg 2014.
- Dunkle Schatten über Dorset (Gaslicht 843). Martin Kelter Verlag, Hamburg 2015.
- Wenn es Nacht wird in der Hölle (Irrlicht 1249). Martin Kelter Verlag, Hamburg 2016.
- Höllenfeuerherz / Zeichen aus der Unterwelt / Sohn der Hölle (Irrlicht 1301–1303). Martin Kelter Verlag, Hamburg 2017.